# Kōya (Wakayama)
Kōya (高野町 Kōya-chō?), también Koya, es un municipio situado en el distrito de Ito, en la prefectura de Wakayama, Japón. Tiene una población estimada, a fines de octubre de 2024, de 2631 habitantes.
Su superficie total es de 137.03 km².

## Geografía

### Localidades circundantes
- Prefectura de Wakayama
  - Hashimoto
  - Kudoyama
- Prefectura de Nara
  - Gojō
  - Nosegawa

## Demografía
Según los datos del censo japonés, esta ha sido la evolución de la población de Kōya en los últimos años:
| Año del censo | Población |
| ------------- | --------- |
| 1995          | 6386      |
| 2000          | 5355      |
| 2005          | 4632      |
| 2010          | 3975      |
| 2015          | 3352      |
| 2024 (est.)   | 2631      |